# Стан (мовознавство)
Стан дієслова (лат. genus) — граматична категорія, що визначає співвідношення між підметом, що поєднується з даним дієсловом та актуальним суб'єктом дії, вираженої тим же дієсловом.

## Загальна характеристика
Розрізняють активний стан, коли підмет повідомлення — суб'єкт дії: Співак виконує арію, та пасивний стан, коли підмет — об'єкт дії: Арія виконується (виконана) співаком.
Крім того, деякі мовознавці виділяють також:
- займенникові стани:
  - зворотний, коли суб'єкт дії сам є об'єкт: вмиватися;
  - загально-зворотний, вказує на внутрішній стан, настрій: гніватися, сміятися;
  - взаємний, коли об'єкт можна виразити займенником «один одного»: цілуватися;
  - непрямо-зворотний, дію виконує дійова особа, а об'єкт виражено непрямим додатком: запастися їжею;
- результативний стан, коли суб'єкт не називають зовсім (безособове речення, іноді підметом може виступати фіктивне «воно»): дорогу замело. Характерна особливість української мови — наявність особливих результативних форм перехідних дієслів: фортецю зруйновано;
- стан, в якому суб'єкт виражено непрямим відмінком: мені бракує;
- у деяких мовах особливий стан виражає відсутність певного об'єкта (протиставлення безоб'єктного стану я займаюсь шитвом активному стану я шию щось).